# Samoes
El Samoes fou un microcotxe de tres rodes fabricat el 1955 a València per l'empresa Plásticos Samoes. N'hi havia versions tancades i descapotables, amb carrosseria de plàstic, ambdues amb motor de dos temps Hispano Villiers capaç d'assolir els 75 km/h. Tot i que no se'n tenen gaire més dades, s'ha dit que possiblement es tractava del Cimera del xativí José Bolinches amb l'únic canvi de la carrosseria de plàstic feta per Samoes.